# Kursächsischer Viertelmeilenstein Breitenbrunn

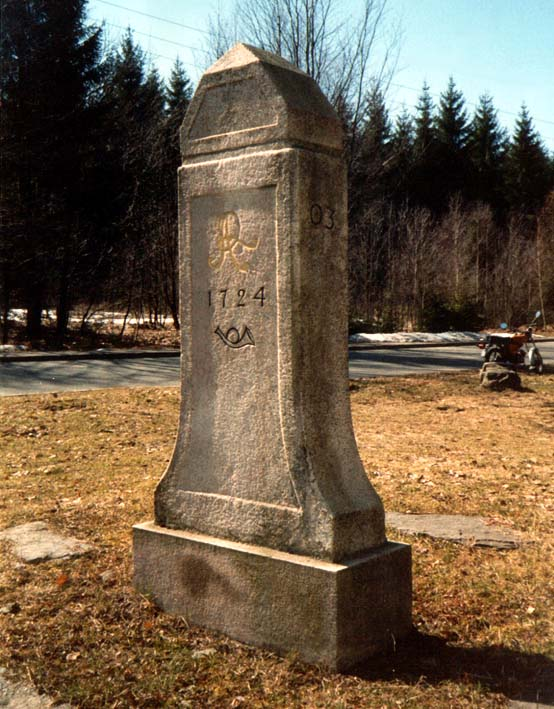
Viertelmeilenstein in Antonshöhe

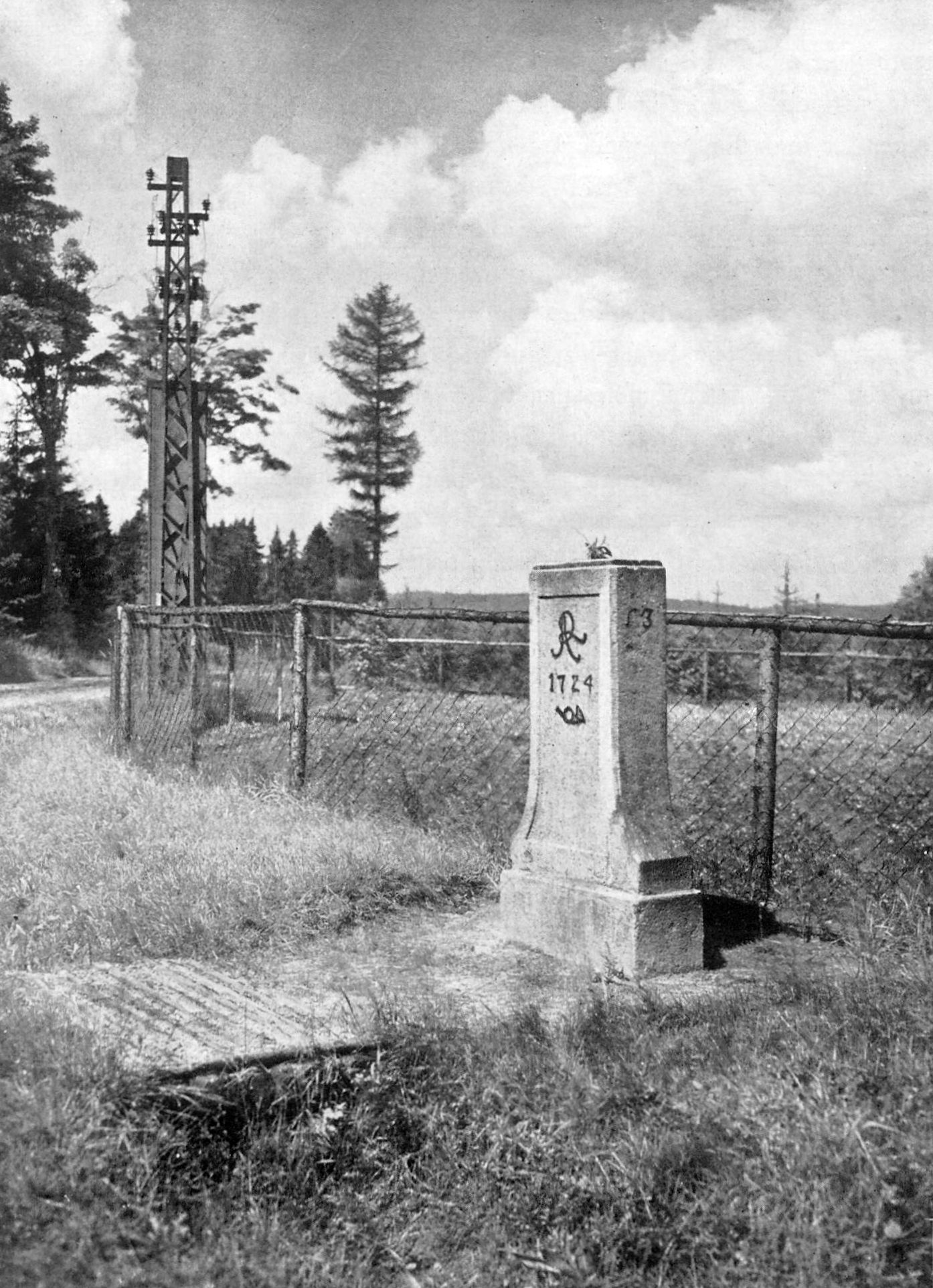
Ansicht 1930 mit fehlendem Kopfstück

Der denkmalgeschützte kursächsische Viertelmeilenstein Breitenbrunn gehört zu den Postmeilensäulen, die im Auftrag des Kurfürsten Friedrich August I. von Sachsen durch den Land- und Grenzkommissar Adam Friedrich Zürner in der ersten Hälfte des 18. Jahrhunderts im Kurfürstentum Sachsen errichtet worden sind. Er befindet sich an der Kreuzung der Straßen Antonsthal-Rittersgrün und Breitenbrunn/Erzgeb.-Crandorf unweit des Ortsteils Antonshöhe der westerzgebirgischen Gemeinde Breitenbrunn im Erzgebirgskreis.

## Geschichte
Den Standort dieses Viertelmeilensteins am Gewehrplatz an der Poststraße von Dresden über Chemnitz, Zwönitz, Schwarzenberg/Erzgeb. und Johanngeorgenstadt nach Karlsbad hatte Zürner im November 1722 persönlich festgelegt. Er lag ursprünglich etwa 600 Meter weiter in Richtung Crandorf unweit des früheren Kneipp-Sanatoriums am Magnetenberg. Der Viertelmeilenstein trägt neben dem Monogramm AR die Jahreszahl 1724, das Posthorn und die Reihennummer 53.

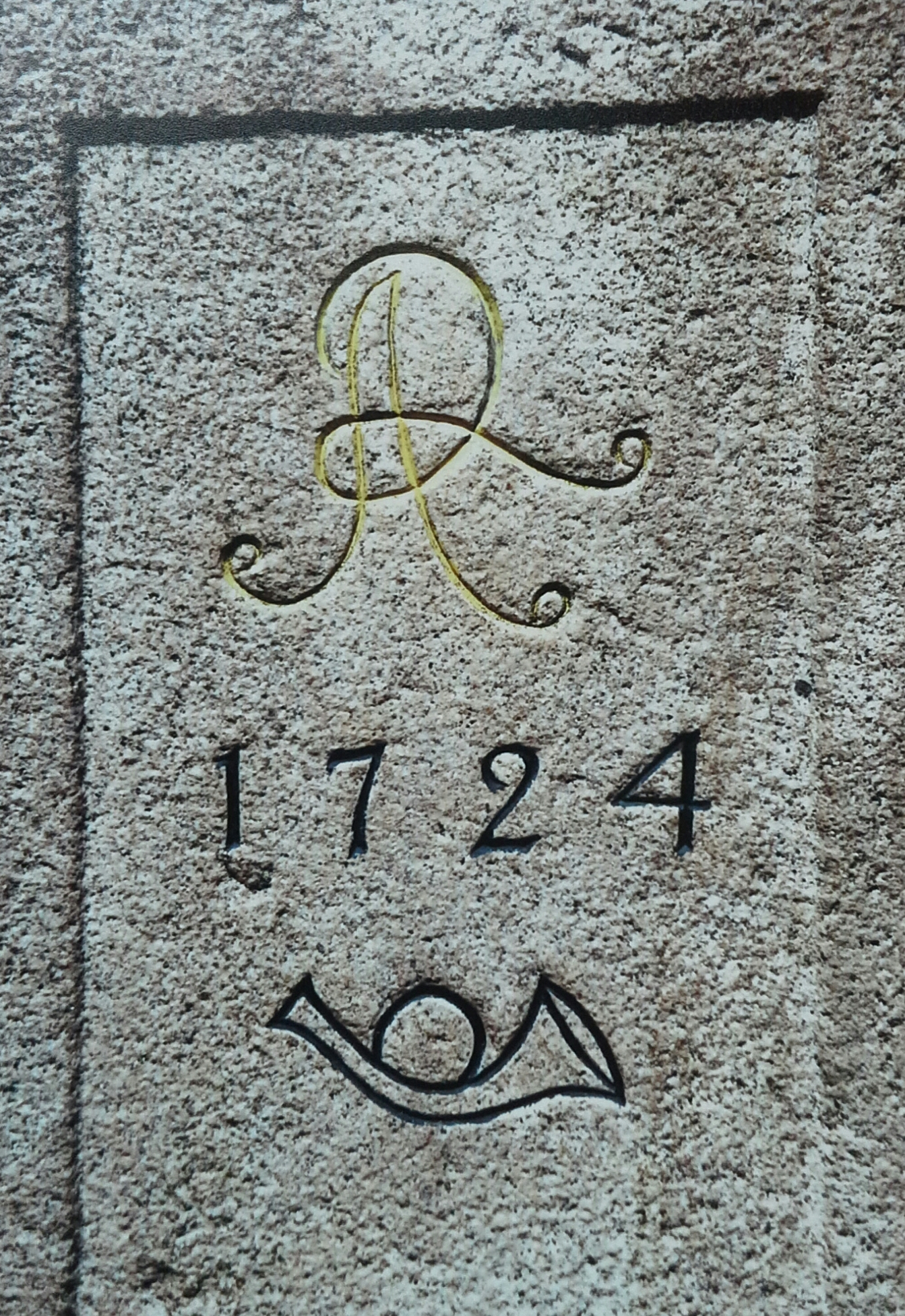
Der Viertelmeilenstein bei Antonshöhe

1913 wurde der Stein in der Nähe seines ursprünglichen Standorts am Erdboden liegend und mit Gras bewachsen vorgefunden. Der Erzgebirgszweigverein Schwarzenberg überführte den Stein nach Schwarzenberg, wo er zunächst im Steinbruch, der heutigen Naturbühne am Rockelmann, aufbewahrt wurde. Der Stein wurde später wieder aufgestellt und das fehlende Kopfstück ergänzt.